# 실연, 고마워
〈실연, 고마워〉(失恋、ありがとう 시쓰렌, 아리가토[*])는 AKB48의 57번째 싱글이다. 타이틀 곡의 센터 포지션은 야마우치 미즈키가 맡는다.

## 발매 배경
전작 〈서스테이너블〉 로부터 약 6개월 만의 싱글이다. Type A부터 Type C에 각각 초도한정반과 통상반, 및 극장반의 일곱 가지 형태로 발매된다.
싱글 발매, 선발 멤버 및 센터는 1월 20일에 TOKYO DOME CITY HALL에서 개최된 《リクエストアワー セットリストベスト50 2020 / 리퀘스트 아워 세트리스트 베스트 50 200》의 2일째 공연의 앙코르에서 발표되었다.
선발 멤버는 전작보다 1명이 줄어든 18명이다. 〈ジワるDAYS / 지와루 DAYS〉 이래 2년 만의 야마우치 미즈키가 싱글 타이틀 곡에서 첫 센터 포지션으로 선발된 것 외에 쿠보 사토네와 후쿠오카 세이나가 〈Teacher Teacher〉 이래 5년, 졸업을 발표한 미네기시 미나미가 〈11月のアンクレット / 11월의 앵클릿〉 이래 7년 만의 선발 복귀이다. 전작 멤버 중에서 이시다 치호(STU48), 쿠라노오 나루미, 사카구치 나기사, 마츠이 쥬리나(SKE48), 야하기 모에카(2020년 2월 4일 활동 종료)는 이번 싱글에서는 선발되지 않았다.
극장반에는 2019년 11월 27일에 생방송되었던 닛폰 TV 계열의 음악 틀집 방송 《ベストアーティスト2019 / 베스트 아티스트 2019》에서 아키모토 야스시가 해당 방송 프로그램을 위해서 곡을 썼으며 처음으로 공개된 〈愛する人 / 사랑하는 사람〉이 커플링 곡으로 수록되어 있다.

## 아트 워크
| Type A 초도 한정반      | 오카다 나나, 무라야마 유이리, 야마우치 미즈키                                          |
| Type A 초도 한정반 뒷면 | 후쿠오카 세이나, 미네기시 미나미, 요시다 아카리                                        |
| Type B 초도 한정반      | 오카베 린, 오구리 유이, 요코야마 유이                                                  |
| Type B 초도 한정반 뒷면 | 시로마 미루, 스다 아카리, 혼마 히나타                                                  |
| Type C 초도 한정반      | 카시와기 유키, 타나카 미쿠, 무카이치 미온                                              |
| Type C 초도 한정반 뒷면 | 쿠보 사토네, 타키노 유미코, 무토 토무                                                  |
| Type A 통상반           | 오구리 유이, 시로마 미루, 스다 아카리, 미네기시 미나미, 야마우치 미즈키, 요코야마 유이 |
| Type B 통상반           | 오카다 나나, 오카베 린, 쿠보 사토네, 타키노 유미코, 무카이치 미온, 요시다 아카리       |
| Type C 통상반           | 카시와기 유키, 타나카 미쿠, 후쿠오카 세이나, 혼마 히나타, 무토 토무, 무라야마 유이리   |
| 극장반                  | 야마우치 미즈키                                                                        |

## 뮤직 비디오
失恋、ありがとう / 실연, 고마워
세트 방이 18명 18종류로 준비되었으며 각 멤버의 사생활을 틈틈이 보이게 만들어져 있다. 일반 MV에 더해서 소프트뱅크의 5G 새로운 컨텐츠로 선발 멤버 18명이 각각 주연으로 나오는 버전 ‘다시점 뮤직 비디오’도 제작되었다. 감독은 이세다 세잔, 안무는 CRE8BOY가 담당하였다
멤버 전원의 가창과 안무 장면의 의상에 대해서는 베이지 색으로 이전부터 리본이 좋다고 말했던 센터 야마우치의 베레모 뒤나 가슴 등에 리본을 달았으며 다른 멤버들의 의상에도 리본이 달려있다.

## 수록 내용
각각의 버전의 초도 한정판과 일반판의 수록 내용은 모두 동일하다.

### Type A
| #            | 제목                                                                     | 작사            | 작곡                                | 재생 시간 |
| ------------ | ------------------------------------------------------------------------ | --------------- | ----------------------------------- | --------- |
| 1.           | 〈失恋、ありがとう / 실연, 고마워〉                                      | 아키모토 야스시 | 무라카미 료 (편곡: 와카타베 마코토) | 4:36      |
| 2.           | 〈また会える日まで / 다시 만날 수 있을 날까지〉 (미네기시 미나미 졸업송) | 아키모토 야스시 | 미타니 슈호 (편곡: 미타니 슈호)     | 4:00      |
| 3.           | 〈失恋、ありがとう〉 (off vocal ver.)                                    |                 | 무라카미 료 (편곡: 와카타베 마코토) | 4:35      |
| 4.           | 〈また会える日まで〉 (off vocal ver.)                                    |                 | 미타니 슈호 (편곡: 미타니 슈호)     | 3:58      |
| 총 재생 시간 | 총 재생 시간                                                             | 총 재생 시간    | 총 재생 시간                        | 17:09     |

| #  | 제목                             | 감독          | 재생 시간 |
| -- | -------------------------------- | ------------- | --------- |
| 1. | 〈失恋、ありがとう Music Video〉 | 이세다 세잔   |           |
| 2. | 〈また会える日まで Music Video〉 | 오노 토시츠구 |           |

### Type B
| #            | 제목                                                   | 작사            | 작곡                                | 재생 시간 |
| ------------ | ------------------------------------------------------ | --------------- | ----------------------------------- | --------- |
| 1.           | 〈失恋、ありがとう / 실연, 고마워〉                    | 아키모토 야스시 | 무라카미 료 (편곡: 와카타베 마코토) | 4:36      |
| 2.           | 〈思い出マイフレンド / 추억 마이 프렌드〉 (1st Campus) | 아키모토 야스시 | KUROKO, 하~토 (편곡: KUROKO)        | 4:53      |
| 3.           | 〈失恋、ありがとう〉 (off vocal ver.)                  |                 | 무라카미 료 (편곡: 와카타베 마코토) | 4:35      |
| 4.           | 〈思い出マイフレンド〉 (off vocal ver.)                |                 | KUROKO, 하~토 (편곡: KUROKO)        | 4:50      |
| 총 재생 시간 | 총 재생 시간                                           | 총 재생 시간    | 총 재생 시간                        | 18:54     |

| #  | 제목                               | 감독        | 재생 시간 |
| -- | ---------------------------------- | ----------- | --------- |
| 1. | 〈失恋、ありがとう Music Video〉   | 이세다 세잔 |           |
| 2. | 〈思い出マイフレンド Music Video〉 |             |           |

### Type C
| #            | 제목                                  | 작사            | 작곡                                | 재생 시간 |
| ------------ | ------------------------------------- | --------------- | ----------------------------------- | --------- |
| 1.           | 〈失恋、ありがとう / 실연, 고마워〉   | 아키모토 야스시 | 무라카미 료 (편곡: 와카타베 마코토) | 4:36      |
| 2.           | 〈ジタバタ / 바동바동〉 (Team 8)      | 아키모토 야스시 | 나유키 와타루 (편곡: 나유키 와타루) | 4:36      |
| 3.           | 〈失恋、ありがとう〉 (off vocal ver.) |                 | 무라카미 료 (편곡: 와카타베 마코토) | 4:35      |
| 4.           | 〈ジタバタ〉 (off vocal ver.)         |                 | 나유키 와타루 (편곡: 나유키 와타루) | 4:34      |
| 총 재생 시간 | 총 재생 시간                          | 총 재생 시간    | 총 재생 시간                        | 18:21     |

| #  | 제목                             | 감독        | 재생 시간 |
| -- | -------------------------------- | ----------- | --------- |
| 1. | 〈失恋、ありがとう Music Video〉 | 이세다 세잔 |           |
| 2. | 〈ジタバタ Music Video〉         | ZUMI        |           |

### 극장반
| #            | 제목                                  | 작사            | 작곡                                | 재생 시간 |
| ------------ | ------------------------------------- | --------------- | ----------------------------------- | --------- |
| 1.           | 〈失恋、ありがとう / 실연, 고마워〉   | 아키모토 야스시 | 무라카미 료 (편곡: 와카타베 마코토) | 4:36      |
| 2.           | 〈愛する人 / 사랑하는 사람〉          | 아키모토 야스시 | 나스카 (편곡: 와카타베 마코토)      | 5:15      |
| 3.           | 〈失恋、ありがとう〉 (off vocal ver.) |                 | 무라카미 료 (편곡: 와카타베 마코토) | 4:35      |
| 4.           | 〈愛する人〉 (off vocal ver.)         |                 | 나스카 (편곡: 와카타베 마코토)      | 5:14      |
| 총 재생 시간 | 총 재생 시간                          | 총 재생 시간    | 총 재생 시간                        | 19:40     |

## 선발 멤버
- 굵은 글씨는 첫 선발

실연, 고마워
(센터 : 야마우치 미즈키)
- AKB48팀A: 요코야마 유이(최연장자)/무카이치 미온(총감독)/오구리 유이/오카베 린(캡틴)
- AKB48팀K:미네기시 미나미(졸업예정/최연장자)/무토 토무
- AKB48팀B:쿠보 사토네/카시와기 유키(최연장자)/후쿠오카 세이나
- AKB48팀4:오카다 나나/무라야마 유이리(캡틴)/야마우치 미즈키
- SKE48팀E: 스다 아카리(리더)
- NMB48팀N: 요시다 아카리
- NMB48팀M: 시로마 미루
- HKT48팀H: 타나카 미쿠
- NGT48연구생: 혼마 히나타
- STU48: 오카다 나나/타키노 유미코

## 발매일
| 국가     | 날짜            | 포맷                            | 레이블        | 비고 |
| -------- | --------------- | ------------------------------- | ------------- | ---- |
| 일본     | 2020년 3월 18일 | CD + DVD CD                     | You, Be Cool! |      |
| 일본     | 2020년 3월 18일 | 디지털 다운로드 스트리밍        | You, Be Cool! |      |
| 대한민국 | 2020년 7월 2일  | 스톤뮤직 엔터테인먼트 지니 뮤직 | 극장반 제외   |      |

## 판매량 인증
| 국가                       | 인증   | 판매량/출하량 |
| -------------------------- | ------ | ------------- |
| 일본 (RIAJ)                | 밀리언 | 1,000,000^    |
| ^출하량을 기반으로 한 인증 |        |               |

### 참조주
1. 1 2 3  “今年の「リクアワ」はHKT48楽曲が初の1位に！AKB48新曲センターには山内瑞葵が抜擢” [올해의 “리퀘아워”는 HKT48 노래가 첫 1위로! AKB48 신곡 센터에는 야마우치 미즈키가 선발]. 《音楽ナタリー》 (일본어) (ナターシャ). 2020년 1월 21일. 2020년 2월 20일에 확인함.
2. 1 2  “AKB48、57thシングル選抜発表 センターは山内瑞葵＜18名選抜＞” [AKB48, 57th 싱글 선발 발표 센터는 야마우치 미즈키 ＜18명 선발＞]. 《モデルプレス》 (일본어) (ネットネイティブ). 2020년 1월 20일. 2020년 3월 28일에 확인함.
3. ↑  “AKB48『ベストアーティスト』で“ハモリ曲”「愛する人」初披露” [AKB48 “베스트 아티스트”에서 “화음곡” ‘사랑하는 사람’ 첫 공개]. 《ORICON NEWS》 (일본어) (oricon ME). 2019년 11월 25일. 2020년 4월 10일에 확인함.
4. 1 2 3  “AKB48、推しメンだけを観られる「多視点MV」制作” [AKB48, 최애만을 볼 수 있는 ‘다시점 MV’ 제작]. 《ORICON NEWS》 (일본어) (oricon ME). 2020년 3월 5일. 2020년 3월 7일에 확인함.
5. ↑  “振付師 CRE8BOY（クリエイトボーイ） Twitter” [안무가 CRE8BOY(크리에이트 보이) 트위터] (일본어). 2020년 3월 6일에 확인함.
6. ↑  “AKB48、“18人18色”の私生活を垣間見る「失恋、ありがとう」MV公開” [AKB48, “18인 18색”의 사생활을 틈틈이 보는 ‘실연, 고마워’ MV 공개]. 《音楽ナタリー》 (일본어) (ナターシャ). 2020년 3월 5일. 2020년 3월 14일에 확인함.
7. ↑  「失恋、ありがとう Music Video」 - 유튜브
8. ↑  “Japanese  certifications – AKB48” (일본어). Recording Industry Association of Japan. 목록 상자 메뉴에서 "2020年3月"을 선택하세요